# Absolutely (Story of a Girl)
Absolutely (Story of a Girl) é uma canção da banda de rock americana Nine Days que foi lançada com single para o quarto álbum de estúdio do grupo, The Madding Crowd (2000).
A música é falsamente colocada em sites como de autoria de bandas como Three Doors Down, Bullet For My Valentine, Blink-182, Third Eye Blind e Four Year Strong.
Absolutely (Story of a Girl) é um hino power pop otimista escrito pelo guitarrista/vocalista John Hampson para sua esposa, que era sua namorada na época em que foi composta. Brian Desveaux, o outro guitarrista do grupo, também recebe crédito de composição. A música representou um avanço para a banda depois de anos tentando interessar as grandes gravadoras. Foi gravado em Atlanta ,Georgia , no Tree Sound Studios com o produtor Nick DiDia .
A música se tornou o único hit da banda ; alcançou o número seis na parada Billboard Hot 100 nos Estados Unidos e alcançou o top 10 no Canadá e na Nova Zelândia. A música foi posteriormente apresentada, tanto em áudio quanto em diálogo, no filme Everything Everywhere All at Once. Várias versões alternativas da música foram escritas por Hampson para o filme.

## Desempenho nas Paradas Musicais
| Single                         | Ano  | Desemenh | Desemenh | Desemenh | Desemenh | Desemenh | Desemenh | Desemenh | Desemenh | Desemenh | Desemenh | Álbum             |
| Single                         | Ano  | US       | US Adult | US Alt   | US Pop   | AUS      | CAN      | NLD      | NZ       | SCO      | UK       | Álbum             |
| ------------------------------ | ---- | -------- | -------- | -------- | -------- | -------- | -------- | -------- | -------- | -------- | -------- | ----------------- |
| "Absolutely (Story of a Girl)" | 2000 | 6        | 2        | 10       | 1        | 31       | 3        | 75       | 7        | 67       | 83       | The Madding Crowd |